# Luke Ridnour
Lucas Robin "Luke" Ridnour (Idaho, 13. veljače 1981.) američki je profesionalni košarkaš. Igra na poziciji razigravača, a trenutačno je član NBA momčadi Milwaukee Bucksa. Izabran je u 1. krugu (14. ukupno) NBA drafta 2003. od strane Seattle SuperSonicsa.

## Srednja škola i sveučilište
Pohađao je srednju školu Blaine High School te je svoju momčad odveo do osvajanja dva državna naslova, a za svoje zasluge izabran je u All-American momčad. Nakon srednje škole odlučio se na pohađnje sveučilišta u Oregonu, te je u tri godine pohađanja odveo svoju momčad do dva nastupa na NCAA prvenstvu, uključujući i četvrtfinale NCAA prvenstva 2002. godine. Svoju sveučilišnu karijeru zaključio je s prosjekom od 19.7 poena i 6.6 asistencija te se nakon treće, junior, godine odlučio prijaviti na NBA draft.

## NBA karijera

### Seattle SuperSonics
Izabran je kao 14. izbor NBA drafta 2003. od strane Seattle SuperSonicsa. U svojoj rookie sezoni, Ridnour je ulazio s klupe te je za 16.1 minuta u igri prosječno postizao 5.5 poena i 2.4 asistencije po utakmici. U sezoni 2004./05. Ridnour je postao startni razigravač momčadi te je time i izborio nastup na Rookie Challengeu i Skills Challengeu. 

### Milwaukee Bucks
13. kolovoza 2008. Ridnour je bio uključen u veliku zamjenu igrača kojom je završio u redovima Milwaukee Bucksa dok je Mo Williams završio u Cleveland Cavaliersima, a Desmond Mason i Joe Smith u Oklahoma City Thunderima. 

## NBA statistika

### Regularni dio
| Godina    | Klub      | Odig. uta. | Uta. poč. | Min. | 2P%  | 3P%  | Sl. bac.% | Skok. | Asist. | Ukr. lop. | Blok. | Poena |
| --------- | --------- | ---------- | --------- | ---- | ---- | ---- | --------- | ----- | ------ | --------- | ----- | ----- |
| 2003./04. | Seattle   | 69         | 6         | 16.1 | .414 | .338 | .823      | 1.6   | 2.4    | .8        | .1    | 5.5   |
| 2004./05. | Seattle   | 82         | 82        | 31.4 | .405 | .376 | .883      | 2.5   | 5.9    | 1.1       | .3    | 10.0  |
| 2005./06. | Seattle   | 79         | 77        | 33.2 | .418 | .289 | .877      | 3.0   | 7.0    | 1.6       | .3    | 11.5  |
| 2006./07. | Seattle   | 71         | 58        | 29.5 | .433 | .353 | .805      | 2.3   | 5.2    | 1.2       | .3    | 11.0  |
| 2007./08. | Seattle   | 61         | 5         | 20.0 | .399 | .296 | .857      | 1.5   | 4.0    | .6        | .2    | 6.4   |
| 2008./09. | Milwaukee | 72         | 50        | 28.2 | .403 | .350 | .869      | 3.0   | 5.1    | 1.3       | .2    | 9.6   |
| Ukupno    |           | 434        | 278       | 26.9 | .413 | .339 | .857      | 2.4   | 5.0    | 1.1       | .2    | 9.2   |

### Doigravanje
| Godina    | Klub    | Odig. uta. | Uta. poč. | Min. | 2P%  | 3P%  | Sl. bac.% | Skok. | Asist. | Ukr. lop. | Blok. | Poena |
| --------- | ------- | ---------- | --------- | ---- | ---- | ---- | --------- | ----- | ------ | --------- | ----- | ----- |
| 2004./05. | Seattle | 11         | 11        | 34.4 | .393 | .235 | .950      | 3.3   | 4.3    | 1.2       | .7    | 9.7   |
| Ukupno    |         | 11         | 11        | 34.4 | .393 | .235 | .950      | 3.3   | 4.3    | 1.2       | .7    | 9.7   |

## Vanjske poveznice
- Profil na NBA.com
- Profil  Arhivirana inačica izvorne stranice od 16. ožujka 2010. (Wayback Machine) na Basketball-Reference.com
- Profil na ESPN.com